# Agamura persica
Agamura persica es una especie de geco de la familia Gekkonidae. Es el único miembro del género Agamura. Se distribuye por Medio Oriente (Irán, Pakistán y Afganistán) entre los 30 y los 1900 m de altitud. Viven en ambientes áridos y desérticos. Tiene piernas largas y delgadas, son terrestres y nocturnos. Es usada como mascota.